# Boulevard Marguerite-de-Rochechouart
Le boulevard Marguerite-de-Rochechouart, précédemment boulevard de Rochechouart, est une voie située dans le quartier de Rochechouart et le quartier de Clignancourt du 9e arrondissement et 18e arrondissement de Paris.

## Situation et accès
Ce boulevard, long de 730 mètres, conduit des boulevards de Magenta (9e arrondissement) et Barbès (18e arrondissement) à la rue des Martyrs. Il fait office de frontière entre ces deux arrondissements ; les numéros impairs appartenant au 9e et les pairs au 18e. Il présente aussi les particularités d'avoir ses deux voies séparées et de suivre, en partie, au-dessus et en partie à côté, la ligne de métro no 2 dont le tracé se situe précisément au niveau de son terre-plein central.

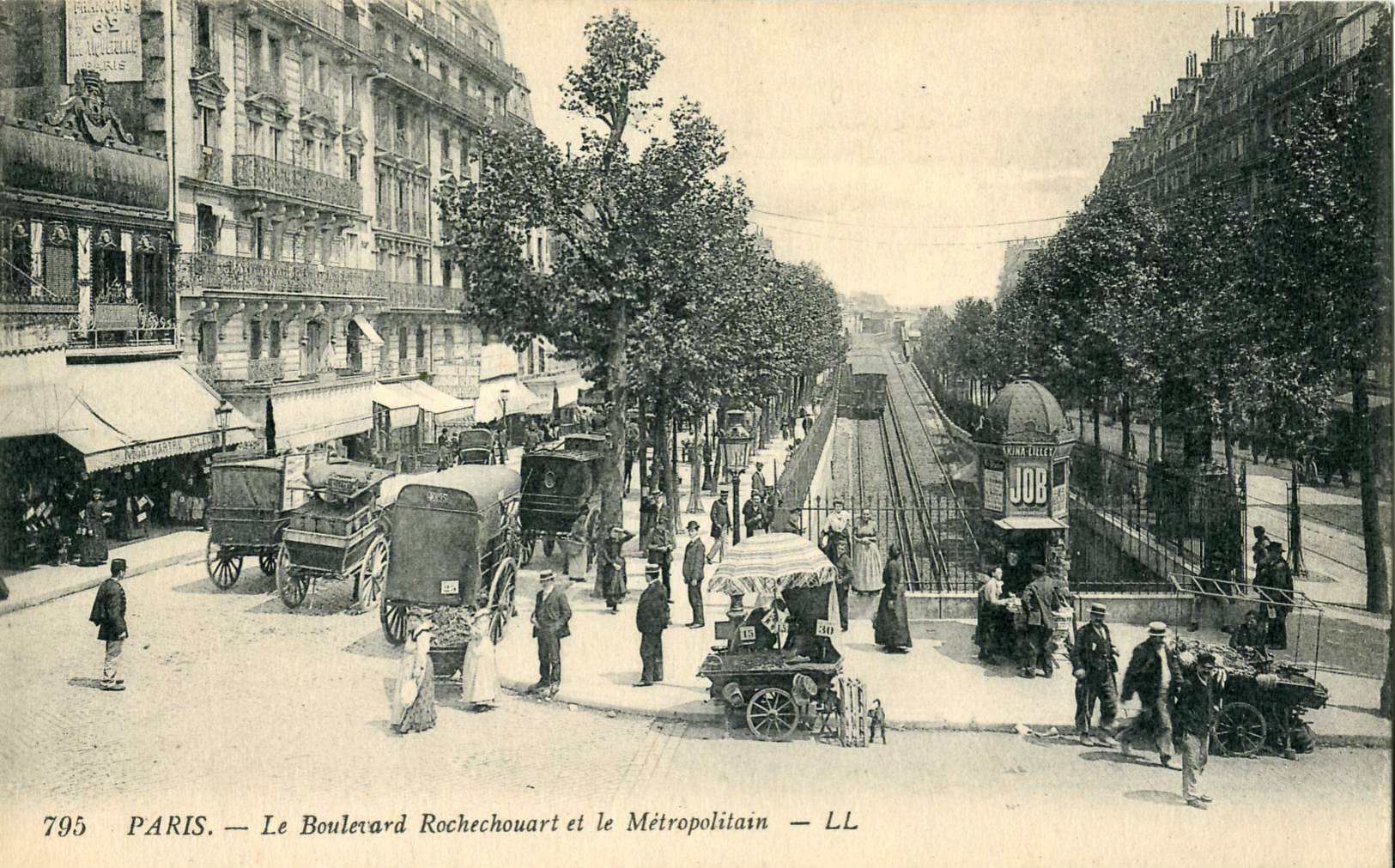
Le boulevard, au tout début du XXe siècle.
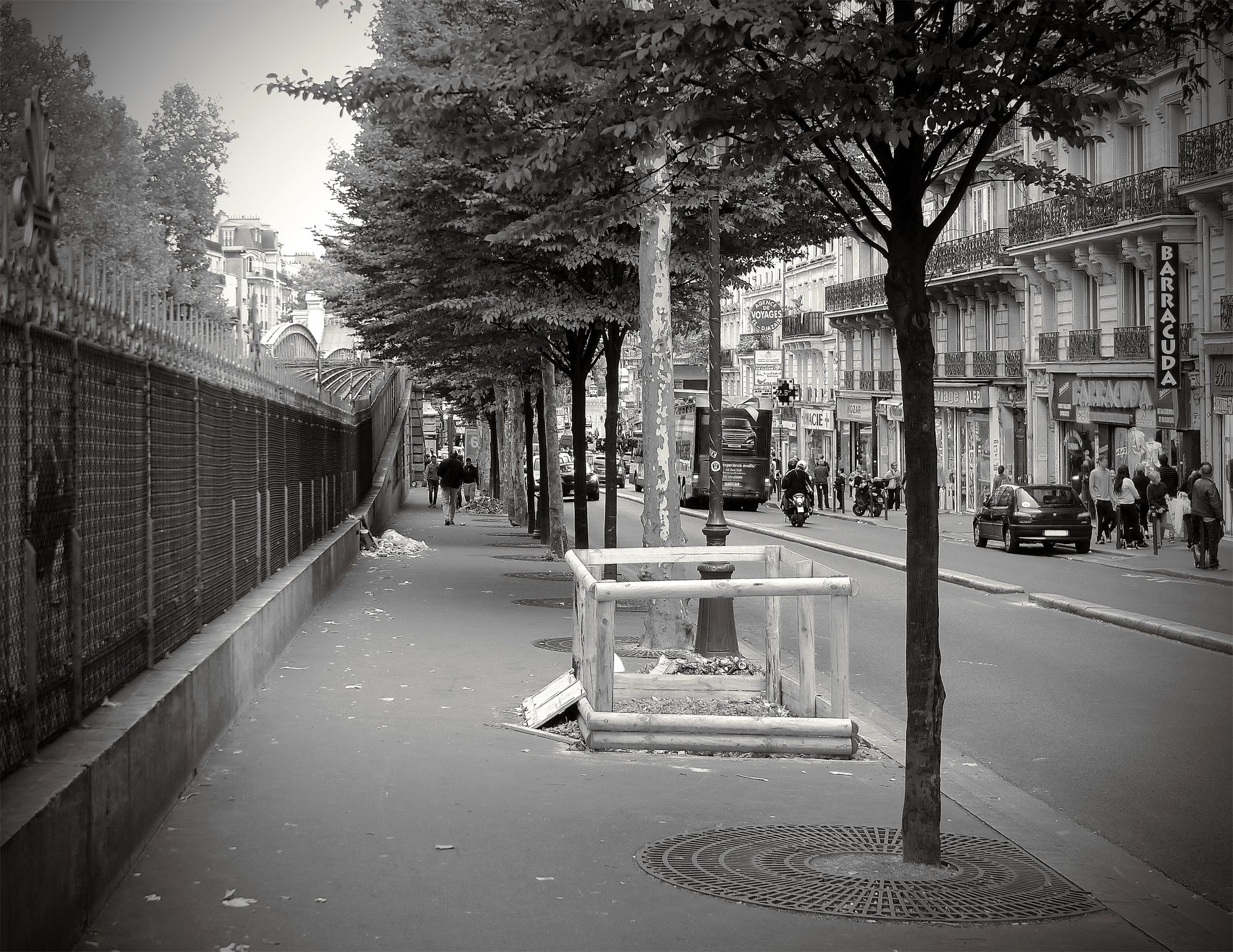
Le boulevard longe la ligne 2 du métro.
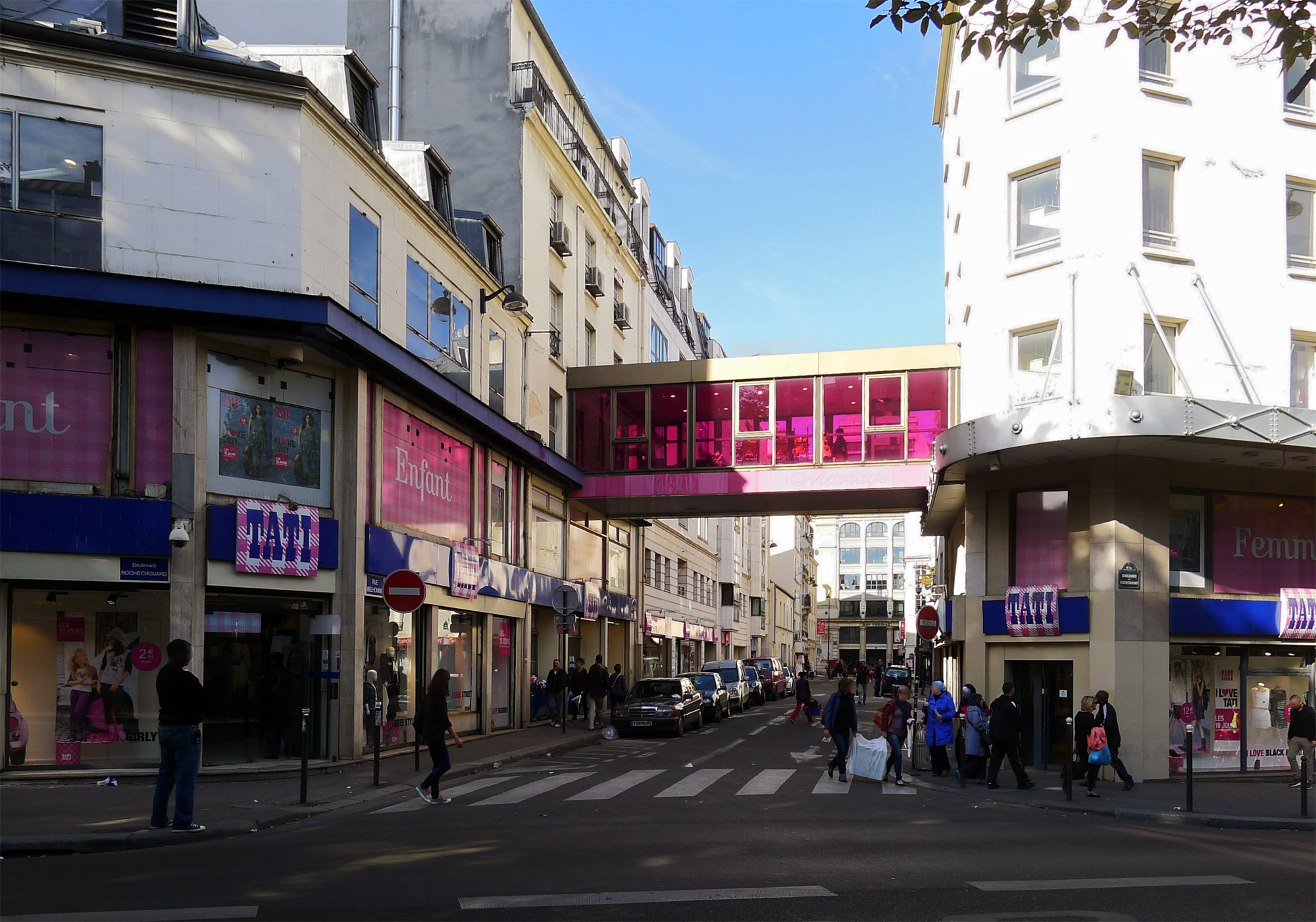
Boulevard au niveau de la rue Belhomme.
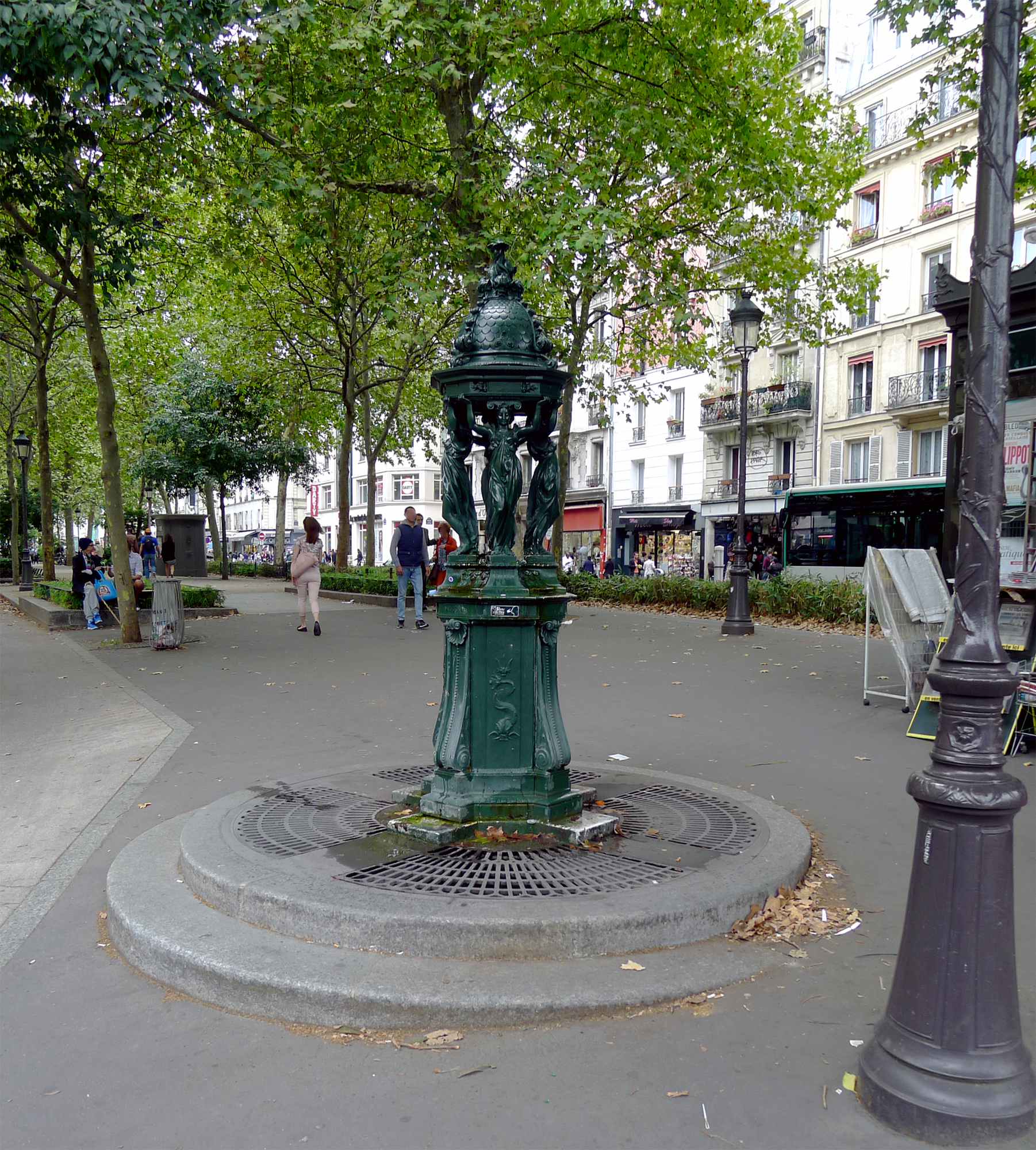
Fontaine Wallace.
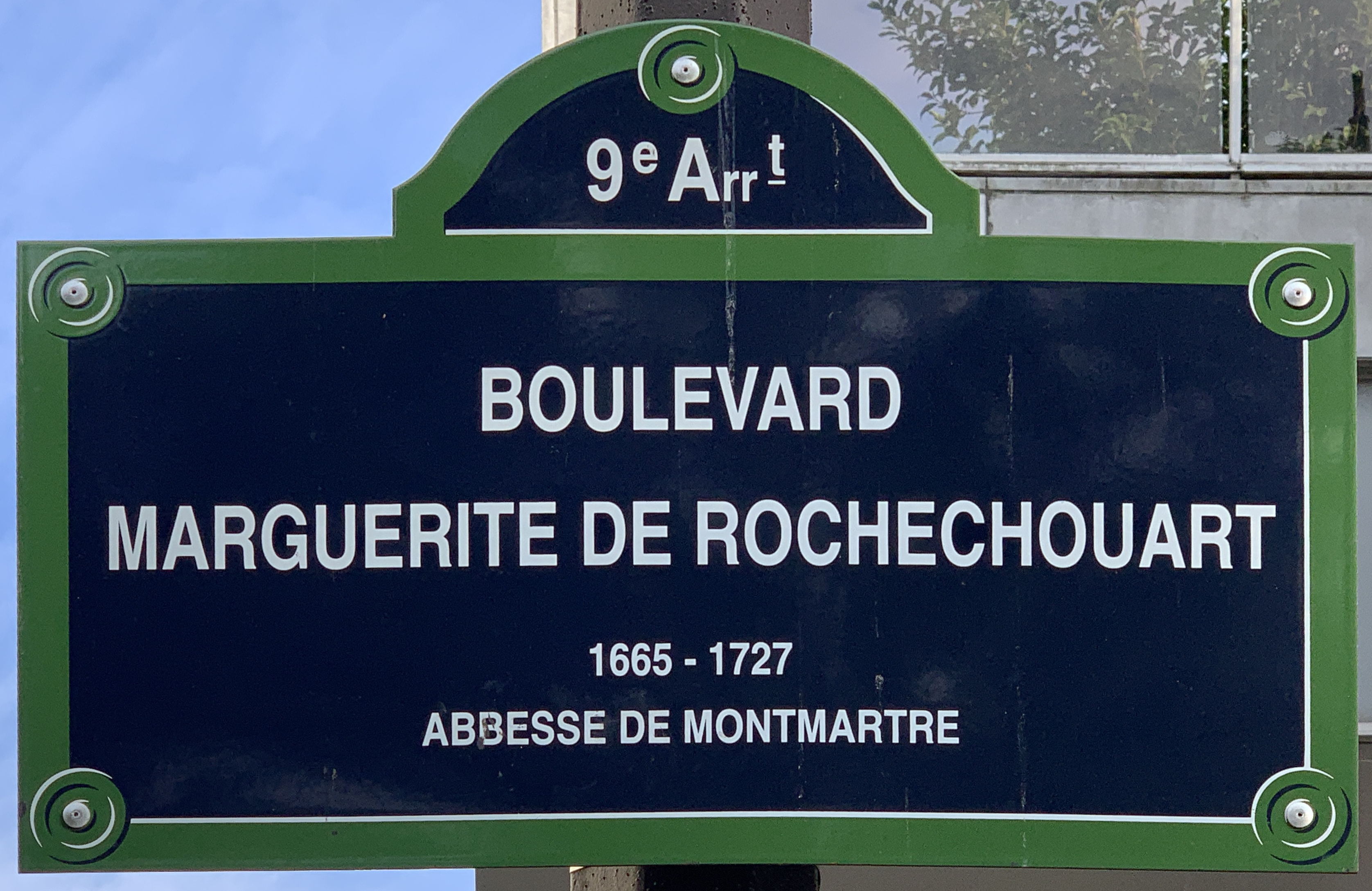
Plaque de rue côté 9e (côté sud)
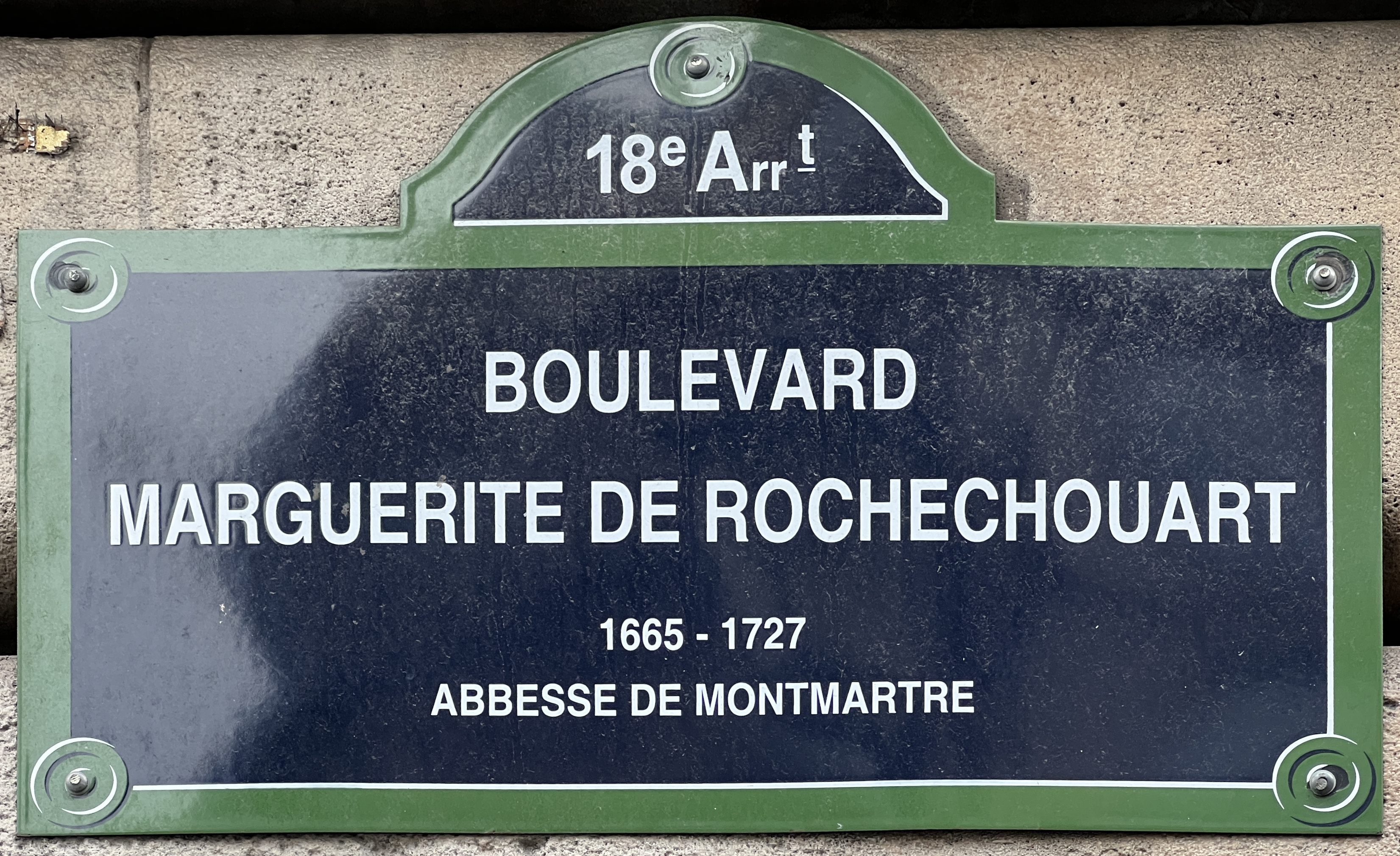
Plaque de rue côté 18e (côté nord).

Ce site est desservi par les stations de métro Pigalle et Anvers.

## Origine du nom
Comme la rue Marguerite-de-Rochechouart voisine, le boulevard porte le nom de Marguerite de Rochechouart de Montpipeau (1665-1727), abbesse de Montmartre.

## Historique
Anciennement, c'était :
- à l'extérieur de l'ancien mur d'octroi :
  - le boulevard des Poissonniers, pour la partie située entre les actuels boulevard Barbès et rue de Clignancourt ;
  - le boulevard des Martyrs (actuel boulevard de Rochechouart), pour la partie située entre les actuelles rues de Clignancourt et des Martyrs[2].
- à l'intérieur de l'ancien mur d'octroi :
  - le chemin de ronde des Poissonnières pour la partie située entre les actuelles rues du Faubourg-Poissonnière et Marguerite-de-Rochechouart ;
  - la place de la barrière de Rochechouart (dite « place du Delta ») qui était située au débouché de l'actuelle rue de Rochechouart ;
  - le chemin de ronde de Rochechouart, pour la partie située entre les actuelles rues de Rochechouart et des Martyrs.

Le boulevard, situé sur le flanc sud de la butte Montmartre, est créé en 1864 sur l'ancien mur des Fermiers généraux, sous le nom de « boulevard de Rochechouart ».
La partie située du côté des numéros impairs entre la rue Bochart-de-Saron et la place d'Anvers marquait la limite des abattoirs de Montmartre.
La commission de dénomination des voies, places, espaces verts et équipements publics municipaux dirigée par la maire-adjointe Catherine Vieu-Charier a voté le 15 avril 2019 en faveur de la modification de plusieurs noms de rues. Par délibérations no 169 du Conseil de Paris, en date des  1er, 2, 3 et 4 octobre 2019, le « boulevard de Rochechouart » devient le « boulevard Marguerite-de-Rochechouart », dans le cadre de la mise en valeur des voies parisiennes portant un nom de femme. Il reste, en 2020, le seul boulevard à figurer parmi la liste des voies de Paris se référant à un nom de femme.

## Bâtiments remarquables et lieux de mémoire
- Dans cette voie, le peintre Adolphe-Félix Cals (1810-1880) eut un appartement qu'il conserva jusqu'à sa mort[5].
- No 9 bis : emplacement d'un célèbre lupanar tarnais, successeur du 108 Boulevard de Magenta.
- No 13 : siège de l'UNL depuis sa création.
- No 15 : emplacement de l'ancien théâtre de la Gaîté-Rochechouart, un music-hall ouvert en 1865 où se produisirent Fréhel et Mistinguett. Converti en cinéma dans les années 1930 (une salle de 1350 place), il a fermé définitivement ses portes en 1988, comme de nombreux autres cinéma du quartier lors de la même décennie[6].
- No 19 : l'immeuble suit la courbe de l'ancienne place qui entourait le pavillon d'octroi. Alexis Godillot y tint son magasin de chaussures, fournisseur de l'armée (les ateliers se trouvaient 52-54 rue de Rochechouart).
- No 23 : l'acteur Jean Gabin y est né.
- No 29 : le peintre Gustave Caillebotte y eut un pied-à-terre.
- No 35 : Eugène Berthelon (1829-1916), peintre de l'École de Barbizon, s'installa là vers 1900 et sans doute jusqu'à sa mort[7].
- No 44 : L'industriel Pierre Bourgeois y est né en 1904.
- No 45 : emplacement de l'ancien abattoir de Montmartre, puis collège Rollin (1876) et aujourd’hui lycée Jacques-Decour.
- Au no 55 : hôtel Carlton's Montmartre, anciennement Hôtel Charleston (construit en 1928-1929). Il a été fréquenté par les célébrités du music-hall tels que Maurice Chevalier, Joséphine Baker et Mistinguett.
- No 56 : ancien cinéma Palais-Rochechouart, dans l'immeuble compris entre la rue Seveste et l'impasse du Cadran. Ouvert en décembre 1912, il dispose d'une grande salle avec balcon pouvant accueillir 1462 spectateurs, dont 873 à l'orchestre, et d'un plafond ouvrant qui peut être utilisé pendant l'été. En 1930, racheté par le circuit Aubert, il est entièrement reconstruit et porte désormais le nom de Palais-Rochechouart-Aubert, offrant maintenant 1654 places. Le porche style Beaux-Arts laisse alors la place à une façade en béton ornée d'une grande marquise. Exploité par Gaumont, qui ne divise pas le bâtiment en plusieurs salles, le cinéma finit par fermer le 11 novembre 1969. Transformé en supermarché, le bâtiment est rasé en 2000 pour accueillir un nouvel immeuble comprenant des logements et des commerces[8].
- No 57 : le polémiste Henri Rochefort y habita, et ce lieu fut le dernier atelier parisien de Wilhelm-Tilman Grommé et d'Auguste Renoir[réf. nécessaire].
- No 57 bis : la chanteuse de rue Eugénie Buffet y vécut.
- No 58 : emplacement du bal des folies-Robert[9].
- No 63 : ancien Cirque Fernando, devenu Cirque Medrano, installé à l'angle de la rue des Martyrs en 1873. Détruit en 1973 et remplacé par un immeuble d'habitations et par un supermarché.
- No 66 : le compositeur Gustave Charpentier y vécut pendant une cinquantaine d'années.
- No 72 : jusqu'au milieu du XIXe siècle, bal de l'Élysée Montmartre, bal populaire dont l'origine remontait à 1807.
- No 74 : le peintre Ernest Quost y vécut.
- No 80 : emplacement du théâtre de l'Élysée-Montmartre, aujourd’hui Le Trianon.

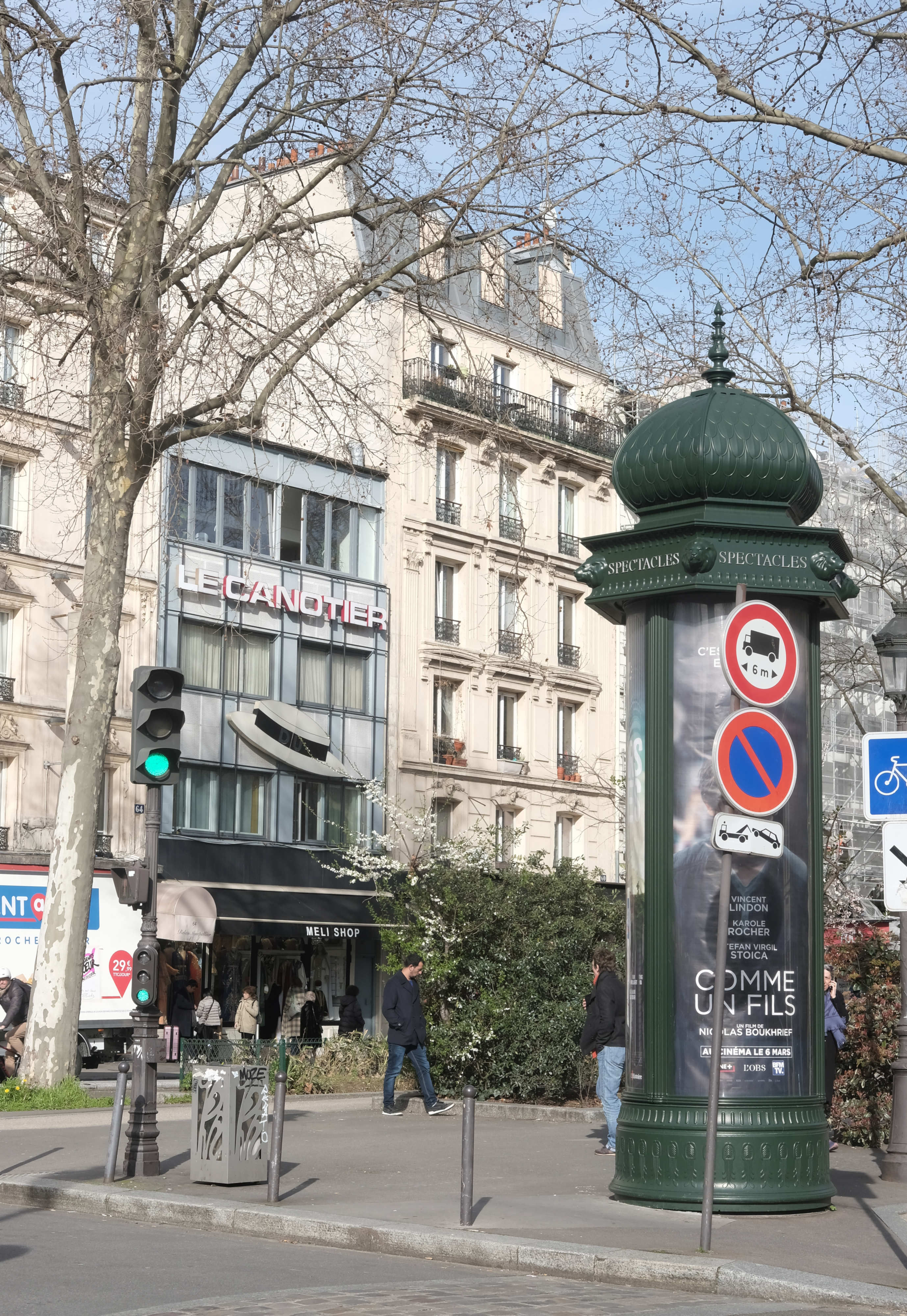
Au niveau des no 64 et 62.
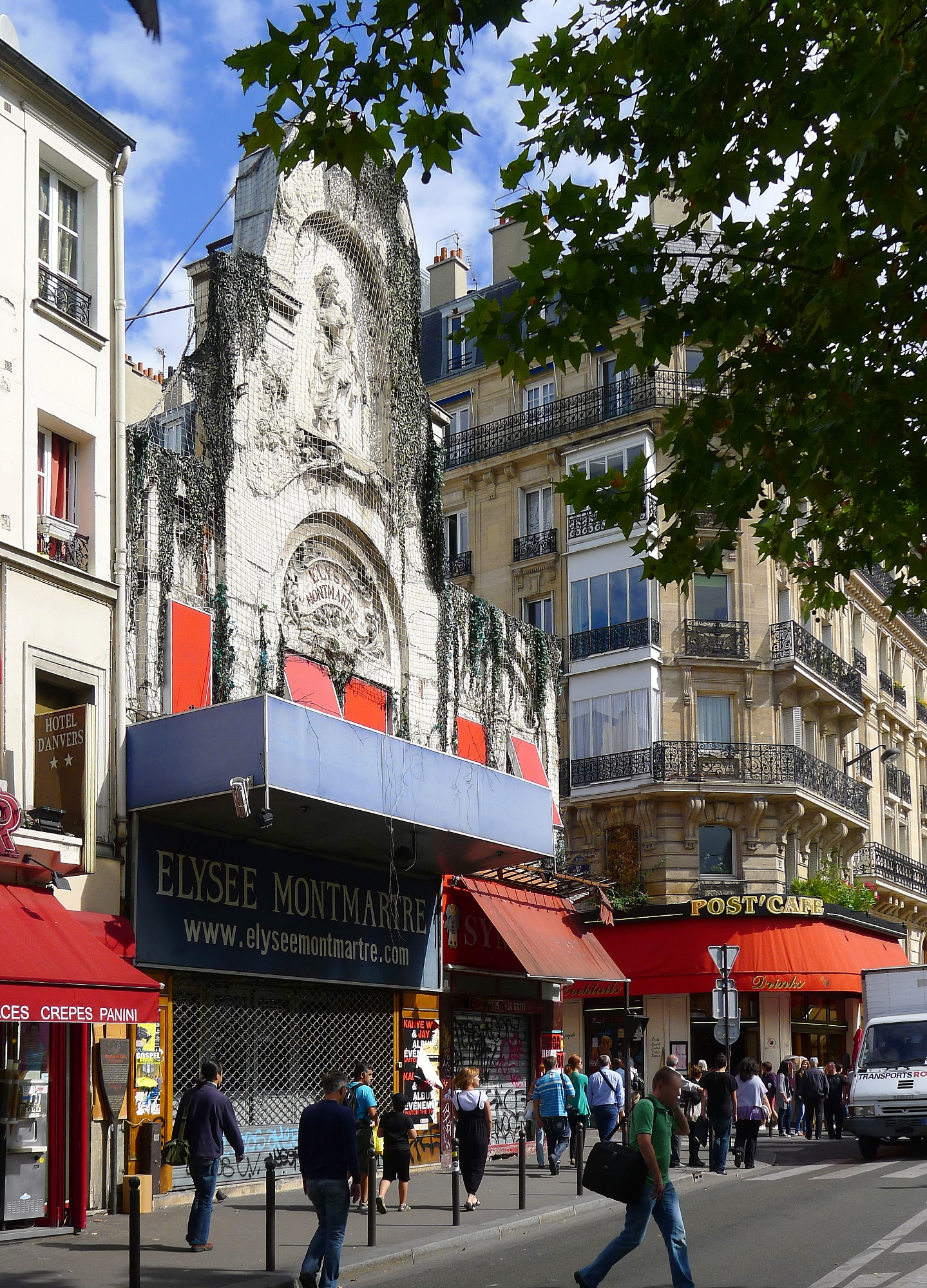
Le boulevard au niveau du no 72 (l'Élysée-Montmartre).
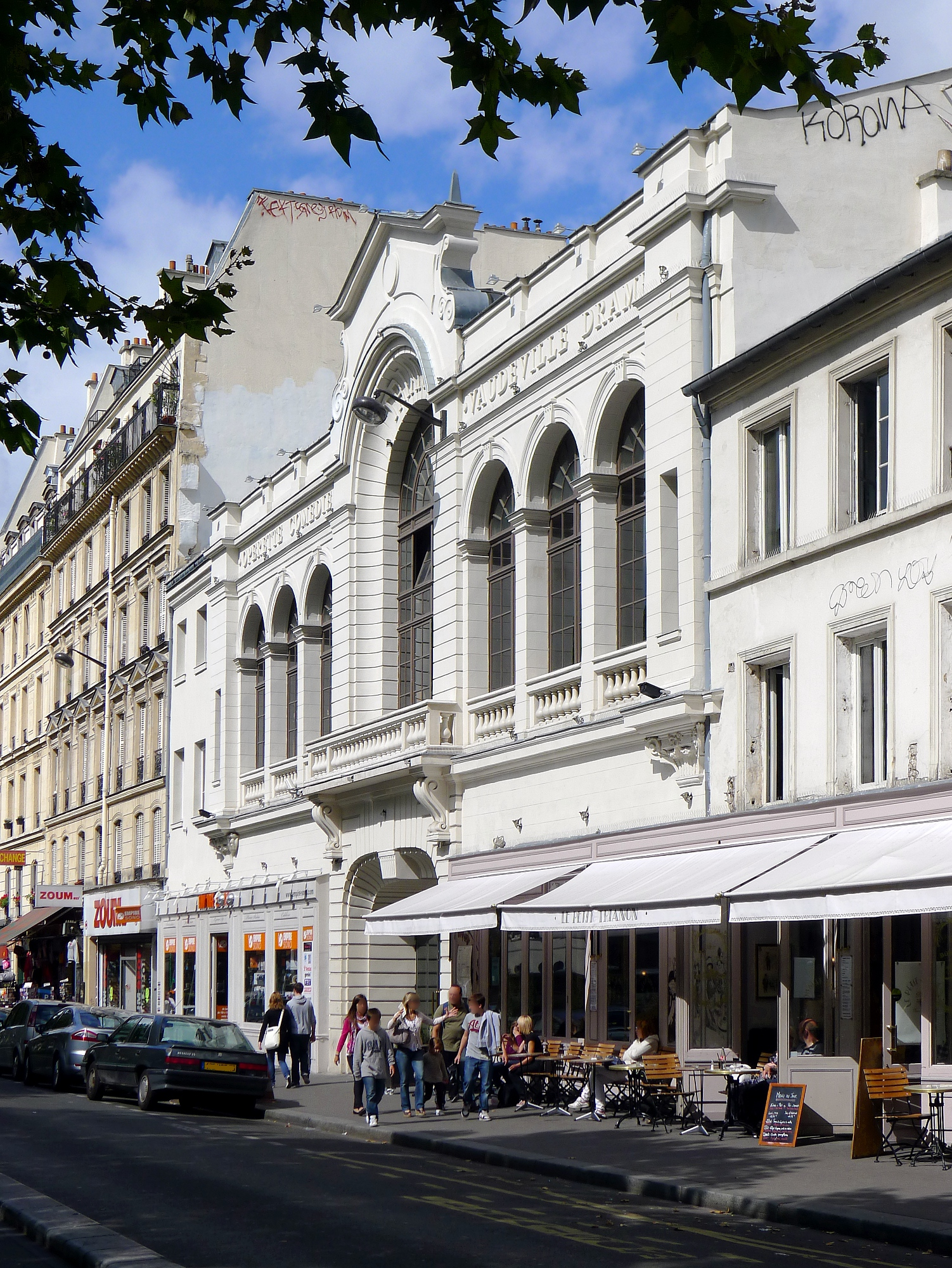
Le boulevard au niveau du no 80 (le Trianon).
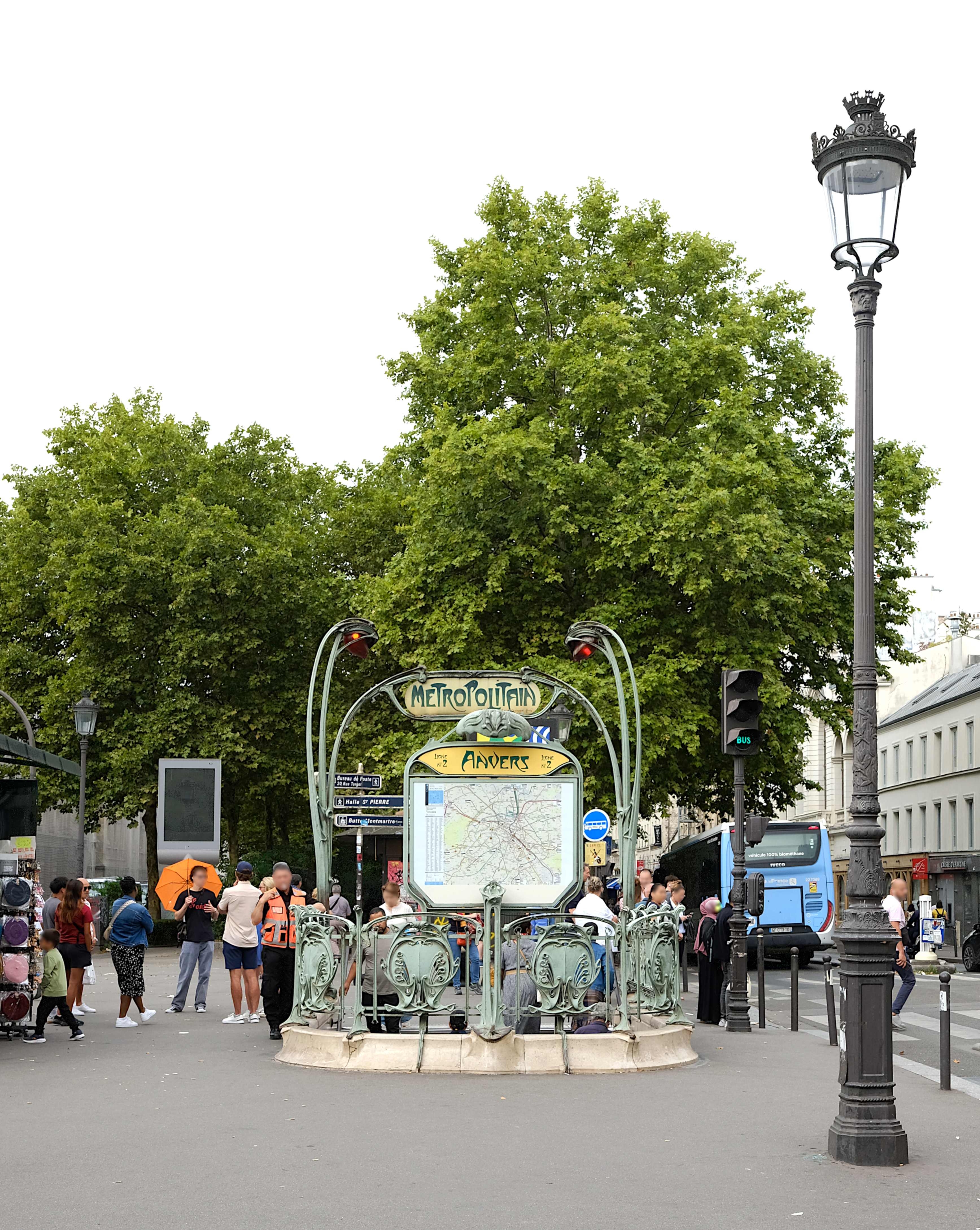
Entrée de la station de métro Anvers au milieu du boulevard.

- No 84 : emplacement du cabaret Le Chat Noir ouvert par le peintre Rodolphe Salis. Willette en peignit l'enseigne. Salis y réunit autour de lui Paul Verlaine, Jean Richepin, Alphonse Allais, Georges Rodenbach, Maurice Donnay, Jean Moréas, Jean Lorrain, Caran d'Ache, Gabriel Montoya et beaucoup d'autres. Il publia la revue Le Chat Noir qu'illustrait Willette. Le Chat Noir quitta cet endroit en 1885, pour la rue de Laval, aujourd’hui rue Victor-Massé. Aristide Bruant lui succéda dans un nouveau cabaret, le Mirliton.
- No 92 : maison à colombages avec une statue entre deux vis de pressoir. Jean-Frédéric Gohin, facteur d’instruments en cuivre, y meurt le 8 juin 1879. Charles Aguettaz, marchand de vin et restaurateur, y fait faillite en 1904[réf. nécessaire].

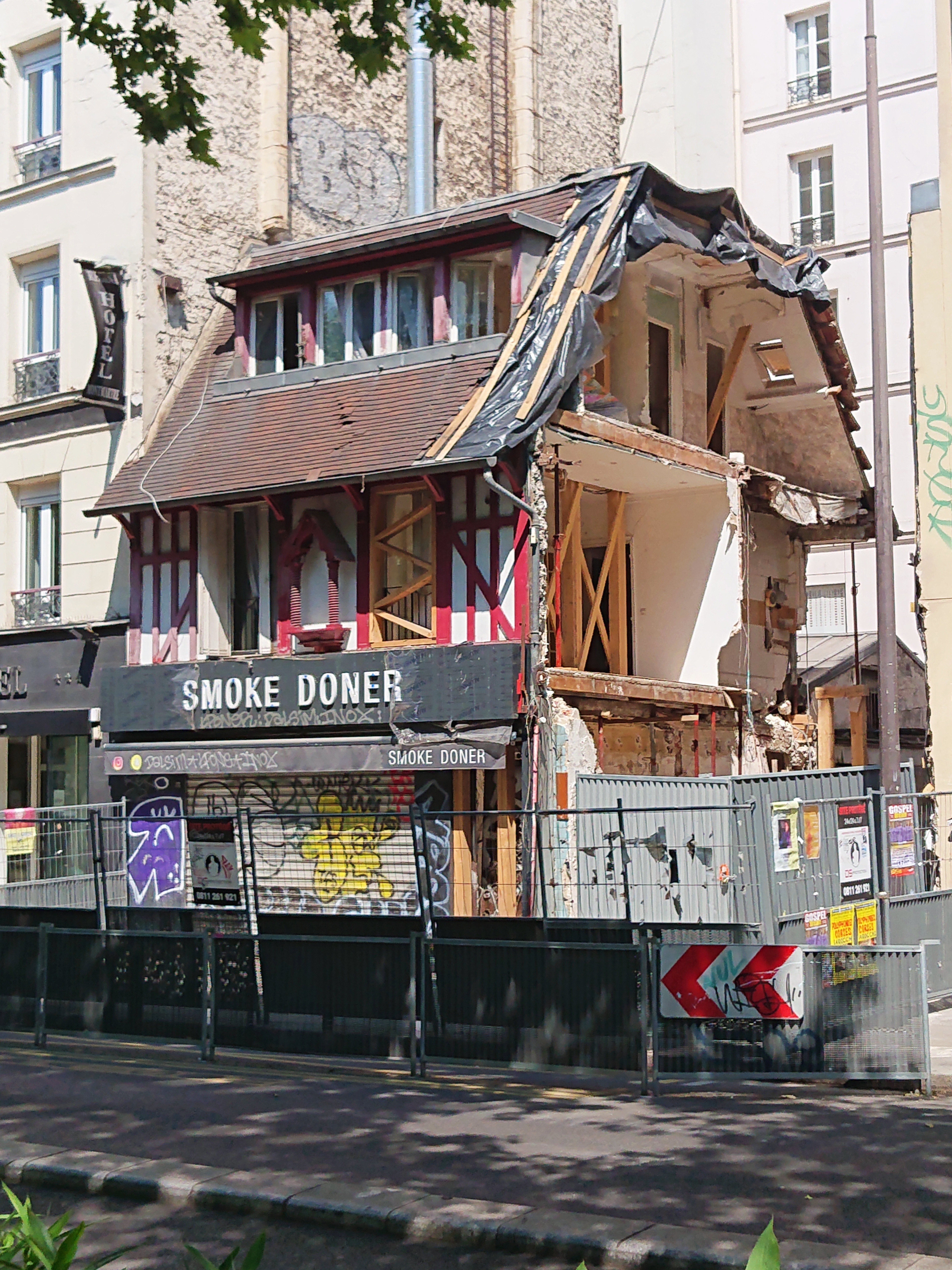
Chantier de la maison sise au 92 boulevard Marguerite-de-Rochechouart.
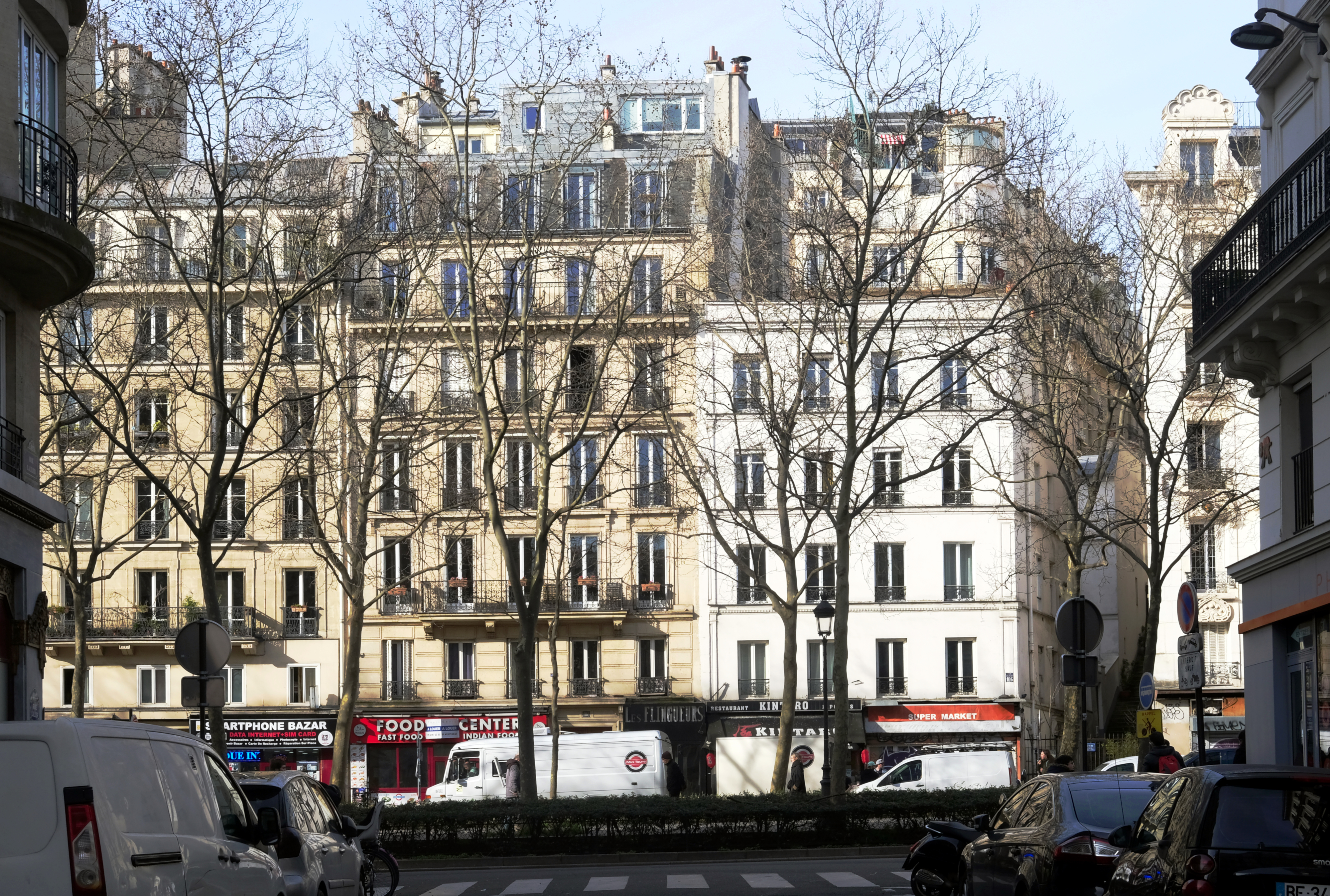
N° 110, 108, 106 et une des entrées de la villa Dancourt.

- Entre les Nos 104 et 106 : entrée de la villa Dancourt.
- No 114 : à l'origine installé au 18 boulevard Barbès, dans un bâtiment démoli en 1927, le café concert La Fourmi est reconstruit au 114 boulevard Rochechouart, à l'emplacement de l'ancien bar et du jardin d'été de La Cigale lors de travaux importants. Dans cette nouvelle salle de 600 places, inaugurée le 10 octobre 1930, des artistes de la chanson se produisent et une attraction fait fureur : « Le Crochet », concours de chant réservé aux amateurs. En 1933 La Fourmi ferme ses portes et devient un cinéma[10].
- No 120 : emplacement du bal de la Boule-Noire, puis bal de Belle-en-Cuisses, fondé en 1822 par une fille galante, amie de Paul Barras. Ce bal disparut vers 1880 et fut remplacé par le café-concert de La Cigale, aujourd’hui salle de spectacles (Boule noire).

## Dans la fiction
Les critiques d'art situent les toiles d'Édouard Manet La Serveuse de bocks (1879) et Coin de café-concert (1879), représentant la brasserie Reichshoffen, soit boulevard de Rochechouart, soit boulevard de Clichy, mais cet établissement ne figure à aucune de ces deux adresses dans le Bottin de 1879.